# F-1 Race
 (mars 2020).
Si vous disposez d'ouvrages ou d'articles de référence ou si vous connaissez des sites web de qualité traitant du thème abordé ici, merci de compléter l'article en donnant les références utiles à sa vérifiabilité et en les liant à la section « Notes et références ».
F-1 Race est un jeu vidéo de course sorti en 1984 sur Nintendo Entertainment System et en 1990 sur Game Boy. Le jeu a été développé et édité par Nintendo.